# Microsemyra pallida
Microsemyra pallida là một loài bướm đêm trong họ Noctuidae.